# Samira Koppikar
Samira Koppikar (n. en Bombay) es una cantante y compositora india, se dedica a la música desde el 2005. Ella hizo su ingreso en el Bollywood, como cantante de playback a partir del 2014. Se hizo conocer con sus dos de sus primeros temas musicales como "Aaj Phir Tum Pe", que fue interpretada para una película titulada "Hate Story 2", ocupando el puesto número 7, dentro de las 10 primeras canciones del Bollywood en el 2014 y "Mohabbat Barsaa Dena tu", para una película titulada "Creature 3D". Ella hizo su debut como compositora, en la que compuso uno de sus temas musicales titulado "Maati Ka Palang", que fue interpretada para una película titulada "NH10". Uno de los logros de Samira, es que ella actuó en el Festival de Jazz en Montreal, junto a otras figuras reconocidas de la música como Louiz Banks y Joe Álvarez.

## Carrera
Samira comenzó su carrera grabando para cortes publicitarios o Jingles. Mientras estaba en el proceso de formar una banda musical, su talento fue descubierto por "Indian Jazz" por los Gurus Louis Banks y Joe Álvarez, en una sesión de sus presentaciones. Se convirtieron en sus mentores y ellos fueron sus fuentes de inspiración desde aquel entonces. Además de trabajar  con ellos, Samira se presentó con algunos mejores músicos de shows empresariales y festivales de música de la India y en el extranjero. Las mejores presentaciones y actuaciones que tuvo fue en el Festival Internacional de Jazz de Montreal, organizado en el 2010, luego en el Festival de Música y Arte de Lavasa y Taj Vivanta Mumbai y Pune.

## Filmografía

### Como cantante de playback
| Año  | Película                        | Canción                          | Co-intérprete/Compositor                                 |
| ---- | ------------------------------- | -------------------------------- | -------------------------------------------------------- |
| 2014 | Hate Story 2                    | Aaj Phir Tumpe                   | Arijit Singh/Arko Pravo Mukherjee                        |
| 2014 | Creature 3D                     | Mohabbat Barsa De                | Arijit Singh & Arjun/ Tony Kakkar & Arko Pravo Mukherjee |
| 2015 | NH10                            | Maati Ka Palang                  | Samira Koppikar/Samira Koppikar                          |
| 2015 | Jackpot                         | Kabhi Jo Badal Barse (Unplugged) | Arijit Singh/Sharib, Toshi                               |
| 2016 | Ishq Click                      | Abhi Ajnabee                     | Samira Koppikar/Satish-Ajay                              |
| 2016 | Pyaar Tune Kya Kiya (TV Series) | Ishq Se Tu                       | Rishabh Srivastava/Rishabh Srivastava                    |
| 2016 | Fuddu                           | Aankhen Meri                     | Sarosh Sami/Rana Majumdar                                |
| 2017 | Dobaara: See Your Evil          | Ab Raat                          | Samira Koppikar                                          |
| 2017 | Bareilly Ki Barfi               | Bairaagi (versión de Samira)     | Samira Koppikar                                          |

### Como compositora y directora musical
| Año  | Película               | Canción         | Cantante                      | Compositora     |
| ---- | ---------------------- | --------------- | ----------------------------- | --------------- |
| 2015 | NH10                   | Maati Ka Palang | Samira Koppikar               | Samira Koppikar |
| 2017 | Dobaara: See Your Evil | Ab Raat         | Arijit Singh                  | Samira Koppikar |
| 2017 | Bareilly Ki Barfi      | Bairaagi        | Arijit Singh, Samira Koppikar | Samira Koppikar |

### Indie Music & Colaboraciones
| Año  | Canción | Colaboraciones /Musicales                                                     | Letrista       |
| ---- | ------- | ----------------------------------------------------------------------------- | -------------- |
| 2014 | Bebasi  | Indrajit Sharma, Prakash Sontakke, Kalyan Baruah, Gino Banks, Sheldon D'silva | Neeraj Rajawat |